# Said Seyam
Saïd Seyam (Arabisch: سعيد صيام) (Al-Shati (Gazastrook), 22 juli 1959 - Gaza, 15 januari 2009)  was de Palestijnse minister van binnenlandse zaken in het kabinet Haniya I. Seyam was geboren in een vluchtelingenkamp in Gaza. Hij was als volksvertegenwoordiger verkozen in het kiesdistrict Gaza. Bij de eerste intifada werd hij viermaal gearresteerd  en vervolgens door Israël   in 1992  verdreven naar  het zuiden van Libanon.
Als jarenlange vertrouweling van  Ahmed Yassin werkte hij in nauwe samenwerking met het hoofd van het politiek bureau van de beweging  Hamas, Khaled Mashal, die hij  naar Moskou vergezelde bij het eerste bezoek van de beweging aan een  belangrijke hoofdstad. Hij werd op 15 januari 2009 gedood bij een Israëlische luchtaanval op de stad Gaza bij het conflict in de Gazastrook 2008-2009.